# Gewone fopzwam
De gewone fopzwam (Laccaria laccata) is een paddenstoel uit de familie Hydnangiaceae. De naam fopzwam geeft al aan dat deze soort moeilijk te herkennen is. Dat geldt zeker voor wat de kleur van de hoed betreft. Een beter kenmerk vormen de lamellen. Hij vormt ectomycorrhiza met loofbomen, vooral eiken (Quercus) en beuk (Fagus sylvatica), zelden ook met naaldbomen. Hij komt voor in allerlei typen loof- en gemengd bos en struwelen, vooral op voedselarme grond. Bij zeer jonge boompjes kunnen al vruchtlichamen gevormd worden.

## Eigenschappen

### Uiterlijke kenmerken
Hoed
De hoed heeft een doorsnede van 2 tot 7 cm. De vorm is gewelfd tot licht klokvormig. Soms is de hoed in het centrum verdiept. Het oppervlak is licht schubbig. Bij vocht is de hoed roodbruin met een gestreepte rand, bij droogte is deze geelachtig bruin.
Steel
De steel is 5 tot 10 cm lang en 6 tot 10 mm dik. Deze is taai, roodachtig bruin en vaak gebogen.
Lamellen
De lamellen zijn breed aangehecht (adnate of decurrent), staan ver uit elkaar en zijn dik. De kleur is crème- tot vleeskleurig. Ze hebben een enigszins wasachtig uiterlijk.
Smaak
De gewone fopzwam is eetbaar en heeft een milde smaak. Het wordt traditioneel gegeten door Zapoteken van Oaxaca (staat) in Mexico.
Sporenprint
De sporenprint is wit. 

### Microscopische kenmerken
De basidia bevatten zijn 4-sporig. De basidiosporen zijn rond tot breed elliptisch, hebben stekels tot 2 µm lang en zijn 7 tot 10 µm groot. Cheilocystidia zijn meestal aanwezig en meten tot 55 × 7,5 µm.

## Habitat
De gewone fopzwam komt voor in loof- en naaldbossen en op heidevelden, in de herfst.

## Verspreiding
De gewone fopzwam is wijdverbreid in Europa en Noord-Amerika en tot in Mexico en Costa Rica. In Noord-Amerika komt de door Charles Horton Peck beschreven rondsporige variëteit pallidifolia het meest voor, ook in Centraal-Europa komt deze variëteit vrijwel uitsluitend voor.
Hij komt zeer algemeen voor in Nederland. Hij staat niet op de rode lijst en is niet bedreigd.

## Foto's

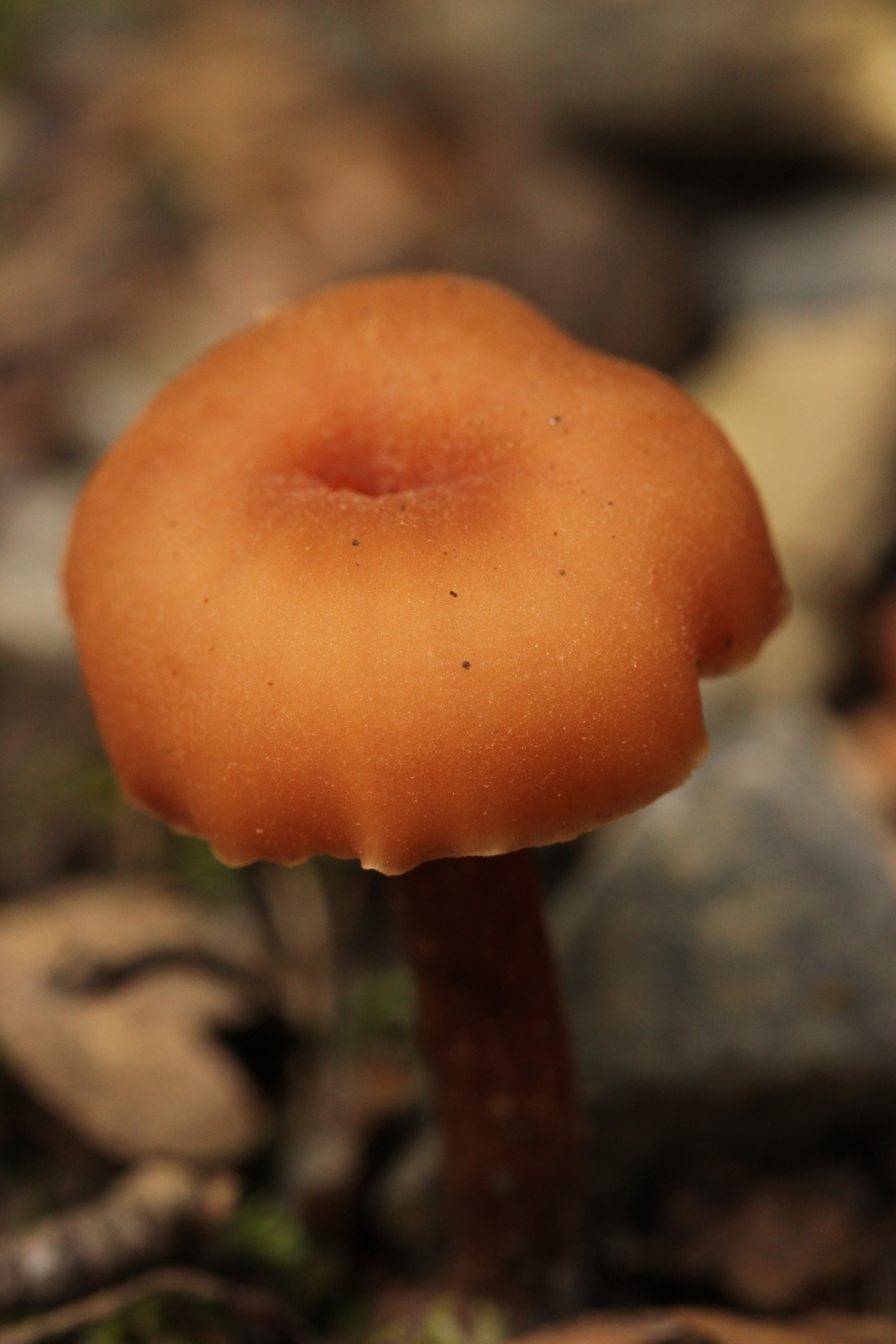
Hoed
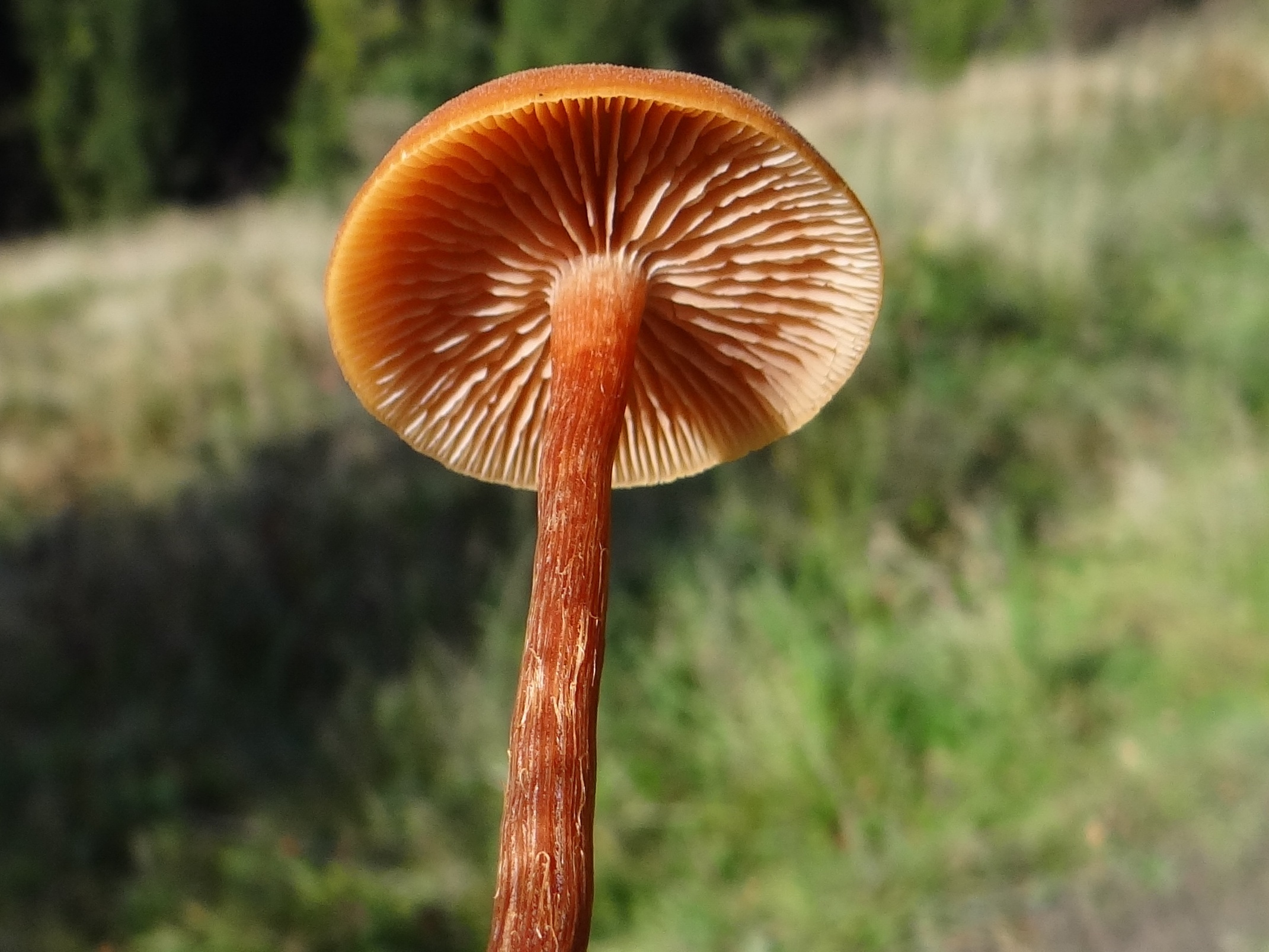
Steel
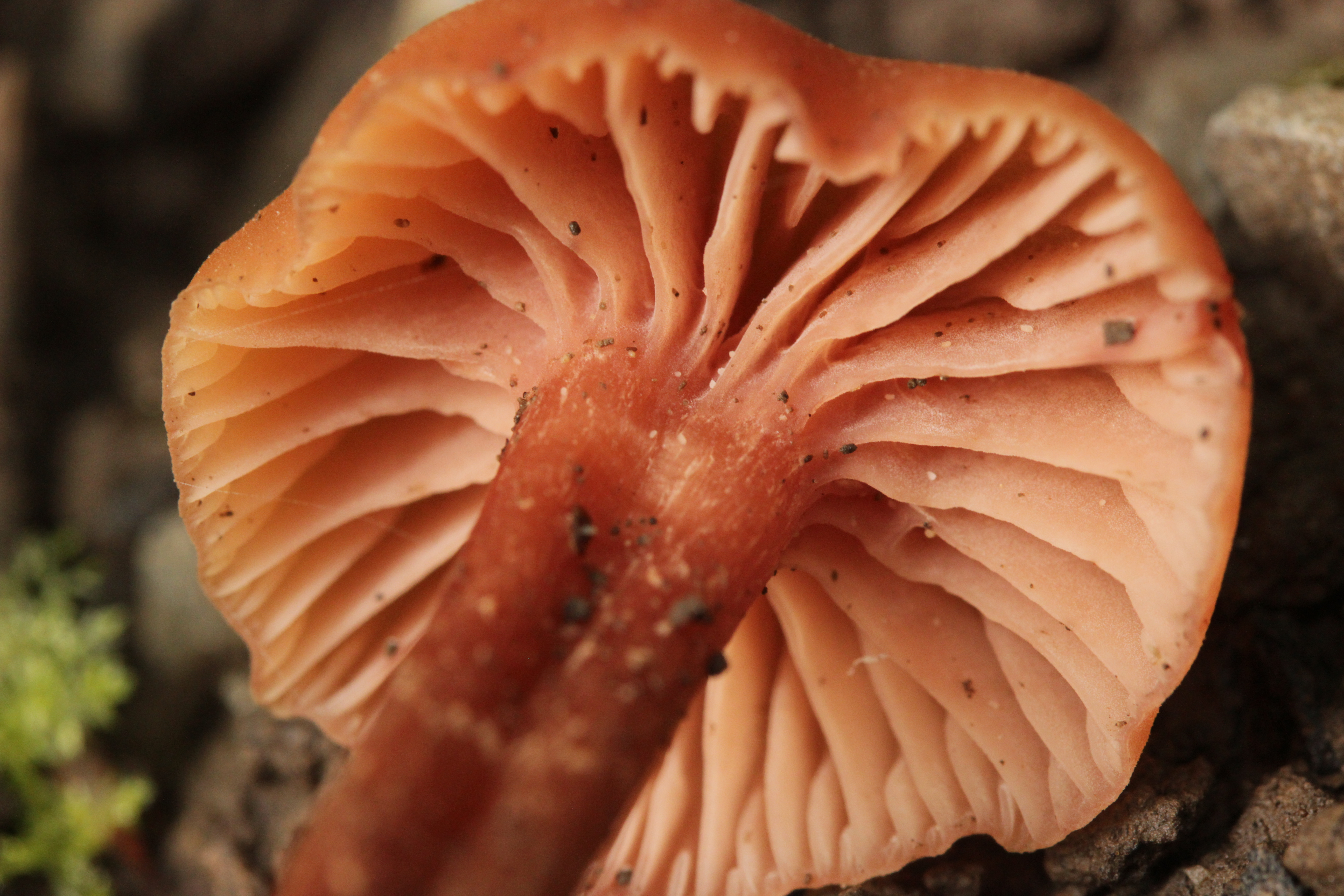
Lamellen
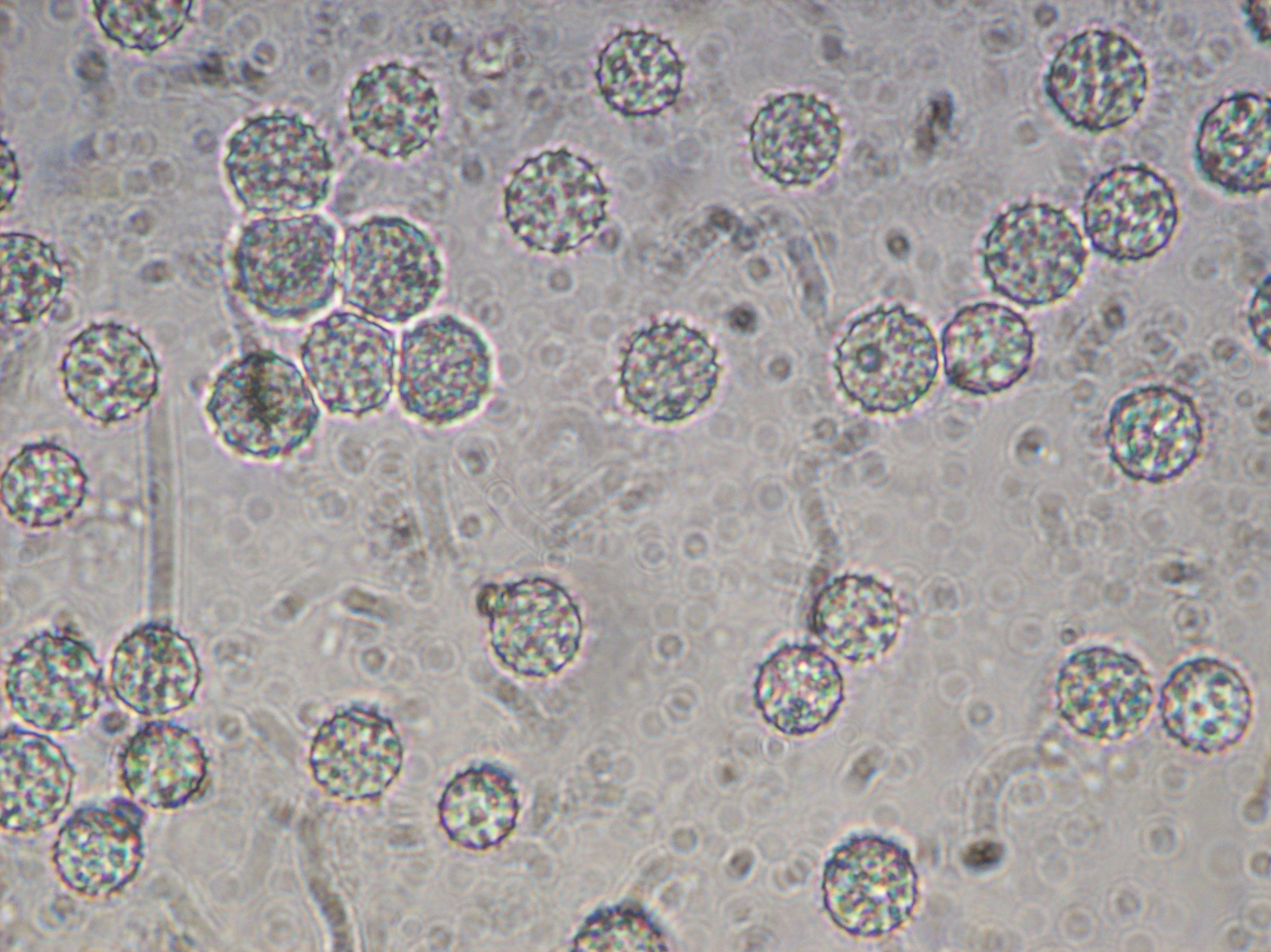
Ronde sporen van var. pallidifolia